# Stephanoma tetracoccum
Stephanoma tetracoccum är en svampart som beskrevs av Zind.-Bakker 1934. Stephanoma tetracoccum ingår i släktet Stephanoma och familjen Hypocreaceae.   Inga underarter finns listade i Catalogue of Life.